# Задвинское герцогство
Задви́нское ге́рцогство (пол. Księstwo Inflanckie, лат. Ducatus Ultradunensis, нем. Herzogtum Livland) — часть территории средневековой Ливонии, в ходе Ливонской войны присоединённая к Великому княжеству Литовскому, а после Люблинской унии ставшая частью Речи Посполитой — совместным владением Королевства Польского и Великого княжества Литовского.

## История
В ходе Ливонской войны во время перемирия 1559 года ливонский ландсмейстер Тевтонского ордена Готхард Кетлер заключил в Вильне соглашение с великим князем литовским Сигизмундом II, по которому земли Ордена и владения рижского архиепископа переходили под «клиентеллу и протекцию» (то есть под протекторат) Великого княжества Литовского. В 1561 году в соответствии с Виленской унией Готхард Кетлер стал светским властителем герцогства Курляндского и Семигальского, а оставшаяся часть земель Ливонского ордена (юг современной Эстонии, северная и восточная части современной Латвии) отошла Великому княжеству Литовскому. В 1566 году на этой территории образовано Задвинское герцогство, управляемое назначаемым монархом губернатором. Первым губернатором Задвинского герцогства стал Ян Иероним Ходкевич (1566—1578). До 1569 года герцогство являлось провинцией Великого княжества Литовского, а после Люблинской унии — кондоминиумом Польши и Литвы.
Во время польско-шведской войны 1600—1629 годов часть Задвинского герцогства оккупировали шведы. Речь Посполитая была вынуждена признать потерю этой территории (здесь возникла так называемая Шведская Ливония) при подписании Альтмаркского перемирия. Оставшаяся у польско-литовского государства часть Венденского воеводства переименована в Инфлянтское воеводство [в 1772 году в результате первого раздела Речи Посполитой указанная территория вошла в состав Российской империи, и затем здесь были образованы так называемые «инфлянтские уезды» Витебской губернии — Динабургский (позднее Двинский), Люцинский и Режицкий].

## Административно-территориальное деление

### До 1620-х годов
- Дерптское воеводство (центр — Дерпт)
- Перновское воеводство (центр — Пернов)
- Венденское воеводство (центр — Венден)

### После 1620-х годов
- Инфлянтское воеводство (центр — Динабург)